# Tinodes furcata
Tinodes furcata är en nattsländeart som beskrevs av Li och Morse 1997. Tinodes furcata ingår i släktet Tinodes och familjen tunnelnattsländor. Inga underarter finns listade i Catalogue of Life.